# 浦東足球場駅
座標: 北緯31度14分33.65秒 東経121度36分26.96秒 / 北緯31.2426806度 東経121.6074889度
浦東足球場駅（ほとうそっきゅうじょうえき）は中華人民共和国上海市浦東新区金橋鎮と金橋経済技術開発区の境界、錦銹東路と金湘路の交差点に位置する、上海軌道交通14号線の駅。付近には錦銹東路金湘路バス停、西側に上海上汽浦東足球場がある。将来的には21号線が当駅を経由し、14号線と21号線の乗換駅となる予定である。
計画時の仮称は「金港路」。

## 駅構造
島式ホーム1面2線の地下駅で、出口は4箇所ある。

## 駅出口
- 1号出口 - 錦銹東路、金港路
- 2号出口 - 錦銹東路、金港路
- 3号出口 - 錦銹東路、金湘路、浦東足球場
- 4号出口 - 錦銹東路、金湘路、浦東足球場

## 駅周辺
- 浦東足球場

## 隣の駅
上海軌道交通
 14号線
雲順路駅 - 浦東足球場駅 - 金粤路駅